# Praia Leopoldina
A Praia da Leopoldina é uma praia portuguesa, localizada na freguesia açoriana de Ribeira Seca, próxima à zona da Figueira do Casquete, município de Vila Franca do Campo, São Miguel.
Esta praia é possuidora de uma areal de areia muito fina e com uma extensão que ronda os 100 metros. O acesso é feito por um percurso pedestre que desce a arriba até ao nível do mar.
A sua localização próxima às ruínas de uma antiga fortaleza que fez parte do complexo de defesa marítima de Vila Franca dá-lhe uma característica própria. Nas suas imediações existem também algumas piscinas naturais.